# Beth Van Schaack
Beth Van Schaack est une avocate et universitaire américaine qui occupe, en 2024, le poste d'ambassadrice itinérante des États-Unis pour la justice pénale mondiale.

## Biographie
Elle est titulaire d'un bachelor of Arts de l'université Stanford, d'un Juris Doctor de la faculté de droit de Yale et d'un philosophiæ doctor de l'école de droit (en) de l'université de Leyde.
Elle a été professeure invitée en droits de l'homme à la faculté de droit de Stanford et a enseigné dans des domaines liés au droit international et aux droits de l'homme. Elle a été directrice par intérim de l'Institut des droits de l'homme et de la résolution des conflits. Elle est membre du Centre pour les droits de l'homme et la justice internationale de Stanford. Elle a également été professeur invité à la faculté de droit de l'université de Santa Clara (en), où elle s'est concentrée sur les lois de la guerre. En tant qu'avocate, elle a été associée chez Morrison & Foerster LLP. ainsi qu'au Bureau du Procureur des Tribunaux pénaux internationaux pour la Yougoslavie et le Rwanda.
Elle a été adjointe à l'ambassadeur itinérant pour les questions relatives aux crimes de guerre au sein du bureau de la justice pénale mondiale du département d'État, de 2012 à 2013, période durant laquelle elle a conseillé ambassadeur Stephen Rapp. Elle a contribué à conseiller le secrétaire d'État et le sous-secrétaire d'État à la sécurité civile, à la démocratie et aux droits de l'homme (en) sur l'élaboration de la politique américaine visant à réduire les atrocités de masse et les génocides.
Le 21 octobre 2021, le président Joe Biden nomme Beth Van Schaack ambassadrice itinérante des États-Unis pour la justice pénale mondial.

## Publication
- (en) Beth Van Schaack, Imagining Justice for Syria [« Imaginer la justice pour la Syrie »], New York, 2020 (ISBN 978-0-1900-5596-7).